# Усть-Кима
Усть-Кима (рос. Усть-Кыма) — присілок в Лешуконському районі Архангельської області Російської Федерації.
Населення становить 139 осіб. Входить до складу муніципального утворення Койнаське муніципальне утворення.

## Історія
Від 1937 року належить до Архангельської області.
Від 2004 року належить до муніципального утворення Койнаське муніципальне утворення.

## Населення
| 2002 | 2010 | 2012 |
| ---- | ---- | ---- |
| 215  | ↘144 | ↘139 |